# Kurgan (gravhøj)
Kurgan ([kur'gan], russisk: курган, tr. kurgan; fra tyrkisk sprog) er en stor gravhøj af jord eller sten.
Kurganbegravelser var almindelige i Mellem- og Østeuropa i yngre stenalder og bronzealderen. De er særlig udbredte i Rusland og Ukraine. I jernalderen opførte især skyterne og sarmaterne kurganer på stepperne nord for Sortehavet og det Kaspiske hav. Højene rummer ofte fyrstegrave med umådelig rige guldskatte.

## Kurgan-hypotesen
Kurgan-hypotesen er en sprogvidenskabelig teori om, at hjemstedet for de indoeuropæiske sprog hører sammen med kurganernes udbredelse. Den blev lanceret af Marija Gimbutas.